# Shanghai Rolex Masters 2016
Shanghai Rolex Masters 2016 — тенісний турнір, що проходив на кортах з твердим покриттям у місті Шанхай, КНР з 10 жовтня. Належав до категорії ATP World Tour Masters 1000.

## Фінальна частина

### Одиночний розряд
Енді Маррей —  Роберто Баутіста Аґут 7–6(7–1), 6–1

### Парний розряд
Джон Ізнер /  Джек Сок —  Генрі Контінен /  Джон Пірс (тенісист) 6–4, 6–4